# Rudolf Wagner-Régeny

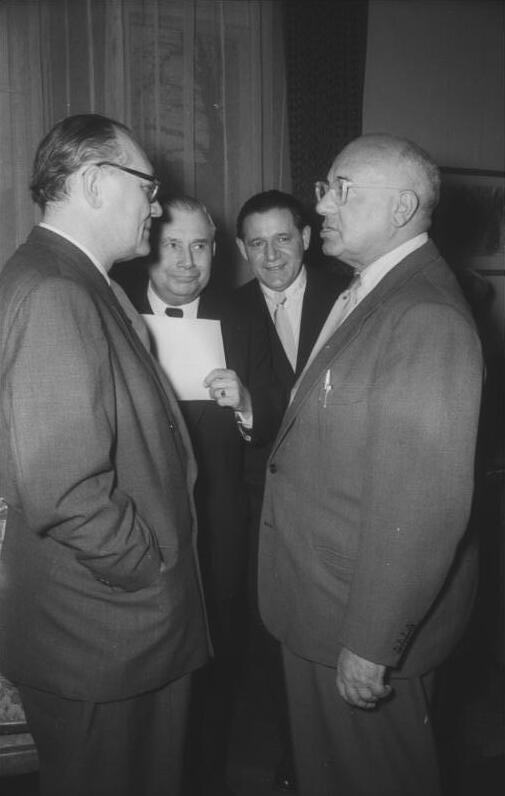
Wagner-Régeny (links) 1955 neben Fritz Wisten, Slatan Dudow und Johannes R. Becher (v. l. n. r.)

Rudolf Wagner-Régeny (* 28. August 1903 in Sächsisch Regen, Königreich Ungarn, Österreich-Ungarn; † 18. September 1969 in Ost-Berlin) war ein deutscher Komponist und Hochschullehrer siebenbürgisch-sächsischer Herkunft.

## Leben

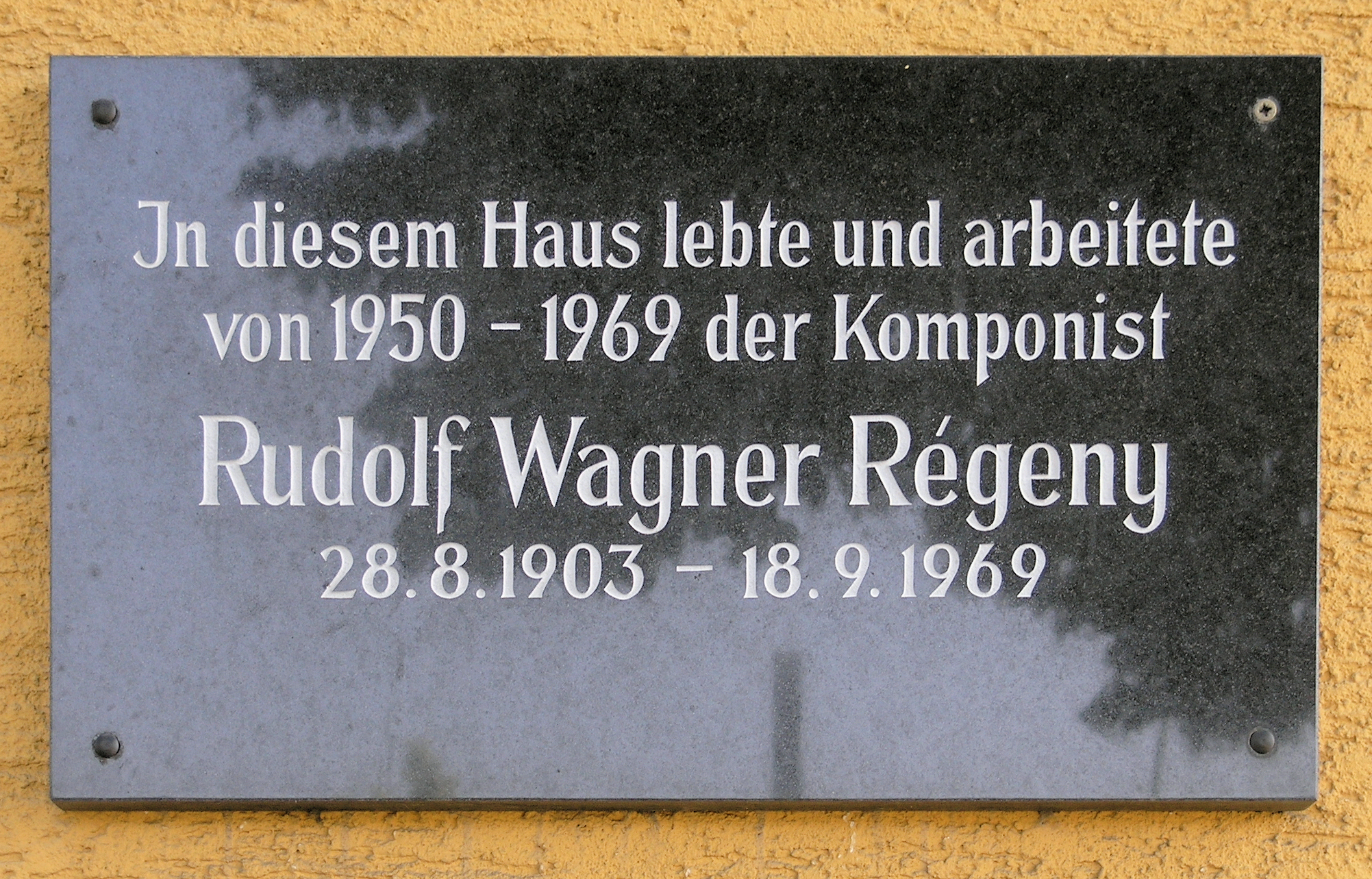
Gedenktafel am Haus Adlergestell 253, in Berlin-Adlershof

Wagner-Régeny wurde 1903 als Sohn eines Kaufmanns im siebenbürgischen Sächsisch Regen geboren. Das Gymnasium besuchte er in Sighișoara (Schässburg). Schon früh zeigte sich seine musikalische Begabung. Bereits als Kind spielte er sehr gut Klavier.
Sein Studium begann er 1919 am Leipziger Konservatorium bei Robert Teichmüller, Stephan Krehl und Otto Lohse und setzte es von 1920 bis 1923 an der Hochschule für Musik Berlin-Charlottenburg bei Franz Schreker, Siegfried Ochs, Emil Nikolaus von Reznicek, Rudolf Krasselt und Friedrich Ernst Koch fort. Seit 1923 war er mit der Malerin und Bildhauerin Léli Duperrex verheiratet. Von 1923 bis 1925 war er als Korrepetitor an der Volksoper Berlin tätig. Von 1925 bis 1926 arbeitete er als Mitglied im musikalischen Beirat des Tonfilms und reiste von 1926 bis 1929 als Komponist und Kapellmeister der Ballettgruppe des ungarischen Tänzers und Choreographen Rudolf von Laban durch Deutschland, die Schweiz, die Niederlande und Österreich. 1930 nahm er die deutsche Staatsbürgerschaft an, nachdem er seit der Geburt die ungarische, nach 1919 die rumänische besessen hatte. Von 1930 bis 1943 lebte er als freischaffender Komponist und gab Kompositions- und Theorieunterricht.
1929 hatte er den Bühnenbildner und Librettisten Caspar Neher kennengelernt, mit dem ihn bis zu dessen Tod 1962 eine freundschaftliche Zusammenarbeit verband. Mit ihm schrieb er mehrere große Opern, so Der Günstling (nach Maria Tudor von Victor Hugo, übersetzt von Georg Büchner), der am 20. Februar 1935 an der Semperoper in Dresden unter der Leitung von Karl Böhm mit Marta Fuchs als Maria Tudor uraufgeführt wurde. Diese Oper wurde sein größter Publikumserfolg und bis 1942 an 100 Bühnen aufgeführt. Es folgten Die Bürger von Calais, uraufgeführt am 28. Januar 1939 an der Berliner Staatsoper unter Herbert von Karajan und Johanna Balk, uraufgeführt am 4. April 1941 an der Wiener Staatsoper.
1943 wurde er zum Kriegsdienst eingezogen und arbeitete bis 1945 als Schreiber und Musiker in der Wehrmacht. 1946 arbeitete er am Güstrower Theater. Von 1947 bis 1950 war Wagner-Régeny Rektor der Musikhochschule Rostock, aus der später die Hochschule für Musik und Theater Rostock hervorging. Das städtische Rostocker Konservatorium Rudolf Wagner-Régeny wurde später nach ihm benannt. Anschließend wurde er Professor für Komposition an der neu gegründeten Hochschule für Musik Berlin und Leiter einer Meisterklasse an der Akademie der Künste der DDR, deren Mitglied er war. Auch die Akademie der Künste Berlin (West) und die Bayerische Akademie der Schönen Künste zählte ihn zu ihren Mitgliedern. Während seiner Berliner Zeit entstanden drei weitere große Opern, so Das Bergwerk zu Falun nach Hugo von Hofmannsthal, das 1961 bei den Salzburger Festspielen seine Uraufführung erlebte. Außerdem schrieb er eindrucksvolle Kantaten wie Genesis sowie das szenische Oratorium Prometheus (nach Aischylos und Goethe), das am 12. September 1959 zur Eröffnung des neuen Opernhauses Kassel uraufgeführt wurde.

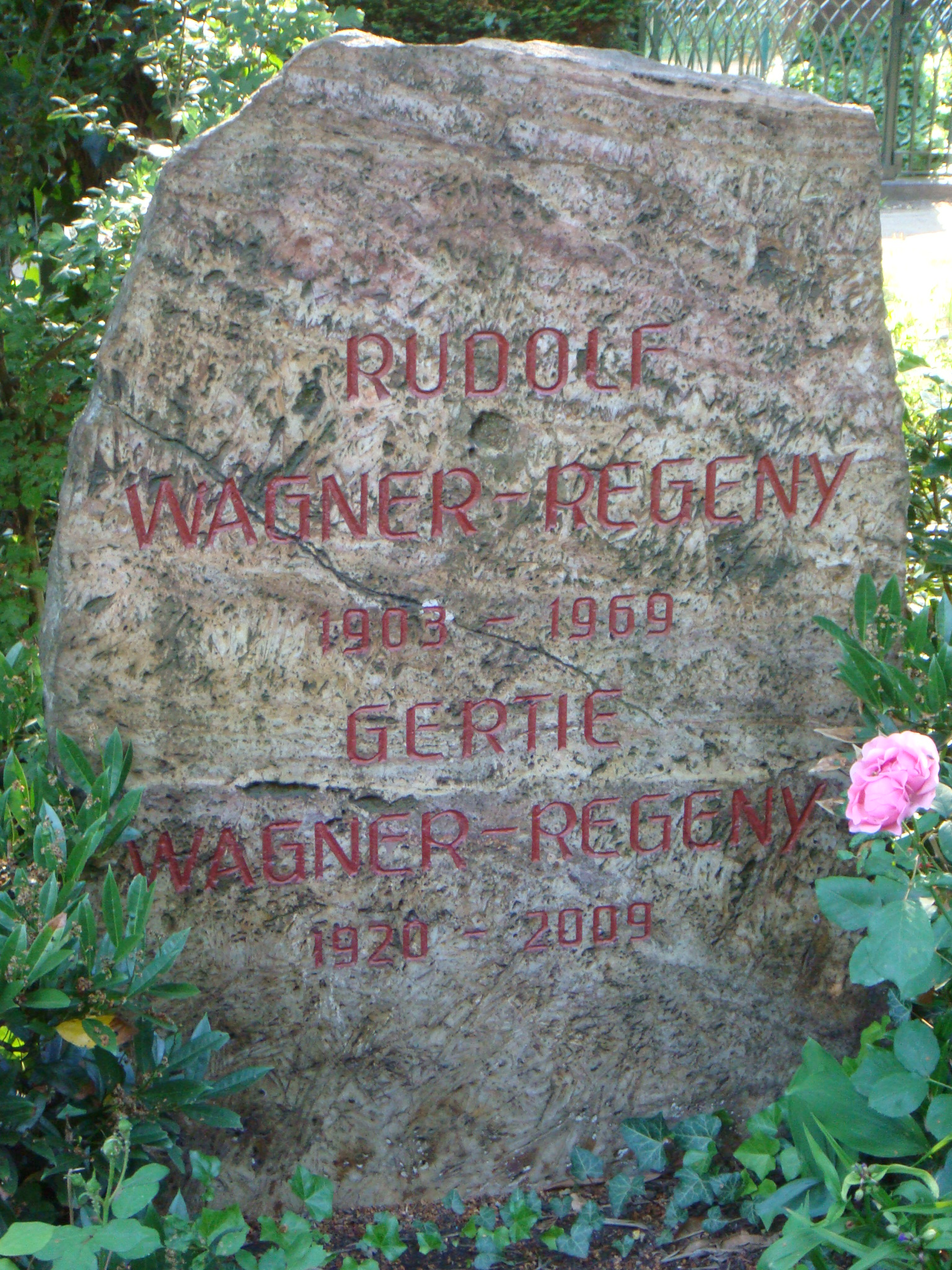
Grabstein auf dem Dorotheenstädtischen Friedhof in Berlin

Sein Grab befindet sich auf dem Dorotheenstädtischen Friedhof in Berlin, wo auch Paul Dessau, Hanns Eisler und viele andere prominente Künstler ihre letzte Ruhe fanden. Der Lyriker Jens Gerlach widmete ihm in den Dorotheenstädtischen Monologen ein Gedicht.

## Bedeutung
Stil und Habitus seiner musikdramatischen Werke orientieren sich an der Tradition von Bertolt Brecht und Kurt Weill. Im Mittelpunkt seines kompositorischen Schaffens steht die Oper. Wagner-Régeny ist auf Wirkung bedacht und erreicht sie durch den Einsatz der unterschiedlichsten musikalischen Mittel.  Gemeinsam mit Boris Blacher, Hans Werner Henze, Karl Amadeus Hartmann und Paul Dessau schrieb er Die Jüdische Chronik, die u. a. in einer Schallplattenproduktion unter Herbert Kegel vorliegt. Zeitweise hat er sich auch mit der Zwölftontechnik auseinandergesetzt.  Als Hochschullehrer hat er mehrere Generationen von Komponisten ausgebildet.

## Auszeichnungen und Ehrungen
- Nationalpreis der DDR II. Klasse für Kunst und Literatur (1955)
- Seit 2002 trägt im Berliner Bezirk Treptow-Köpenick eine Straße seinen Namen.[4]

## Werke (Auswahl)
Bühnenwerke
- Moschopuls, 1928 Gera
- Der nackte König, 1928 Gera
- Sganarelle oder Der Schein trügt, 1929 Essen
- Esau und Jacob, 1930 Gera
- La Sainte Courtisane, 1930 Gera
- Die Fabel vom seligen Schlächtermeister, 1931/32 (Dresden 1964)
- Der Günstling, 1935 Dresden
- Die Bürger von Calais, 1939 Berlin
- Johanna Balk, 1941 Wien
- Das Opfer, 1941 Hermannstadt
- Prometheus, 1959 Kassel
- Das Bergwerk zu Falun, 1961 Salzburg
- Persische Episode, 1963 Rostock

Instrumentalmusik
- Sommernachtstraum-Musik, 1935
- Orchestermusik mit Klavier, 1935
- Streichquartett, 1948
- Zwei Tänze für Palucca, 1950
- Drei Orchesterstücke Mythologische Figurinen, 1951
- Drei Orchestersätze, 1952
- Sieben Fugen, 1953
- Einleitung und Ode für symphonisches Orchester, 1967

Vokalmusik
- 10 Lieder auf Texte von Brecht, 1950
- Kantate Genesis, 1956
- Jüdische Chronik, 1961
- Kantate An die Sonne, 1968/69 (zu Texten von Ingeborg Bachmann)
- Hermann-Hesse-Gesänge Gesänge des Abschieds, 1968/1969
- Drei Fontane-Lieder, 1969

Autobiografisches
- Begegnungen. Hrsg. v. Tilo Medek, 1968
- Erinnerungen und Notizen (1943–65). [Aus dem Archiv der Akademie der Künste]. In: Sinn und Form. 1/2010, S. 92–121.

## Schüler (Auswahl)
- Reiner Bredemeyer
- Paul-Heinz Dittrich
- Peter Dorn
- Gunther Erdmann
- Hans-Joachim Geisthardt
- Friedrich Goldmann
- Günter Hauk
- Jörg Herchet
- Wilfried Jentzsch
- Helge Jung
- Georg Katzer
- Hans-Joachim Marx
- Siegfried Matthus
- Tilo Medek
- Thomas Natschinski
- Günter Neubert
- Gerd Puls
- Hans-Karsten Raecke
- Gerhard Rosenfeld
- Manfred Schubert
- Lorenz Stolzenbach
- Bernd Wefelmeyer
- Manfred Weiss

## Dokumente
Briefe von Rudolf Wagner-Régeny befinden sich im Bestand des Leipziger Musikverlages C. F. Peters im Staatsarchiv Leipzig.